# Milad Jawish
Milad Jawish BS (* 19. Dezember 1973 in Mansoura, Distrikt West-Bekaa) ist ein libanesischer Ordensgeistlicher und melkitischer Bischof von Montréal.

## Leben
Milad Jawish trat nach dem Abschluss der Oberschule der melkitischen Ordensgemeinschaft der Basilianer vom Heiligsten Erlöser bei und studierte an der Heilig-Geist-Universität Kaslik, an der er das Lizenziat in Theologie erwarb. Am 10. Oktober 1999 legte er die ewige Profess ab, empfing am 20. November desselben Jahres durch den Erzbischof von Sidon, Georges Kwaïter BS, die Diakonen- und am 6. Mai 2000 durch den Erzbischof von Zahlé und Furzol, André Haddad BS, das Sakrament der Priesterweihe.
Nach der Priesterweihe studierte er bis 2002 in Rom an der Päpstlichen Universität Gregoriana und erwarb ein Diplom in biblischer Theologie. Von 2002 bis 2007 war er Subregens des Priesterseminars und Pfarrer von Jeita und Shailé. Von 2007 bis 2011 war Jawish Generalsekretär seiner Ordensgemeinschaft und seither Pfarrer Gemeinde St. Johannes Chrysostomos in Brüssel. Im Jahr 2015 wurde er an der Université catholique de Louvain im Fach Biblische Theologie zum Dr. theol. promoviert.
Am 18. September 2021 ernannte ihn Papst Franziskus zum Bischof der ganz Kanada umfassenden Eparchie Saint-Sauveur de Montréal. Der Patriarch von Antiochia, Jerusalem und dem ganzen Osten und Alexandria, Joseph Absi SMSP, spendete ihm am 30. Oktober desselben Jahres am Sitz des Konvents der Basilianer vom Heiligsten Erlöser in Joun bei Sidon die Bischofsweihe. Mitkonsekratoren waren der Erzbischof von Sidon, Elie Bechara Haddad BS, und der Erzbischof von Zahlé und Furzol, Ibrahim Michael Ibrahim BS. Die Amtseinführung in Montréal fand am 28. November 2021 statt.